# Större näshornsfågel
Större näshornsfågel (Buceros bicornis) är en hotad asiatisk fågel i familjen näshornsfåglar.

## Utseende och läten
Större näshornsfågel är som namnet avslöjar en mycket stor medlem av familjen, med en kroppslängd på 95-105 cm. Näbben är proportionellt mycket stor, hos gamla fåglar med en massiv kask. Fjäderdräkten är svartvit: svart på ansikte och kropp, med vit hals samt vita vingband och vit vingbakkant med varierande antrykning av gult. Även undergump, "byxor" och stjärt är vita, den senare med ett svart subterminalt band. Könen är i stort sett lika, honan dock med ljus ögoniris och avsaknad av svarta kanter på kasken.
Lätet beskrivs som en serie med korta "rroh".

## Utbredning och systematik
Fågeln förekommer i låglänta områden från Indien till sydvästra Kina, Sydostasien och Sumatra. Den behandlas som monotypisk, det vill säga att den inte delas in i några underarter.

## Status
Större näshornsfågel har ett stort utbredningsområde men tros minska i antal på grund av skogsavverkning och hårt jakttryck. Internationella naturvårdsunionen IUCN anser den vara hotad och placerar den i kategorin sårbar. Världspopulationen uppskattas till mellan 13 000 och 27 000 häckande individer.